# Battaglia di San José
La battaglia di San José o scontro di San José, avvenuta il 25 aprile 1811 nell'ambito delle guerre d'indipendenza ispanoamericana, fu uno scontro armato combattuto da miliziani della Banda Oriental, coadiuvati da forze regolari delle Province Unite del Río de la Plata, contro soldati realisti di Montevideo obbedienti al viceré Francisco Javier de Elío.
La battaglia si svolse nella città di San José de Mayo, oggi in Uruguay, e si risolse con la vittoria delle truppe rivoluzionarie, che ottennero così il possesso di quasi tutto il territorio precedentemente in mano ai realisti nella regione ad oriente del fiume Uruguay.

## Antefatti
La giunta formatasi a Buenos Aires a seguito della Rivoluzione di Maggio inviò il 27 maggio 1810 una circolare a tutte le città del vicereame per invitarle ad inviare un loro rappresentante; il 2 giugno, invece, il cabildo di Montevideo giurò fedelta al Consiglio di Reggenza instauratosi a Cadice per far fronte alla prigionia in Francia di Ferdinando VII. L'arrivo in città a settembre del nuovo governatore Gaspar de Vigodet e a gennaio del nuovo viceré designato Francisco Javier de Elío precipitarono la situazione verso la guerra.
Il malcontento contro gli spagnoli nelle campagne della Banda Oriental sfociò, il 28 febbraio 1811, nella sollevazione di tre ufficiali della milizia, che occuparono lo stesso giorno gli abitati di Soriano e Mercedes, ponendosi sotto l'autorità di Buenos Aires. Questa aveva già iniziato ad organizzare una spedizione militare d'appoggio agli insorti, affidata prima a Martín Rodríguez e poi a Manuel Belgrano, tornato dalla fallimentare spedizione in Paraguay.
Intrapresa la marcia verso la Banda Oriental, Belgrano decise di fare avanzare il suo aiutante Manuel Artigas alla testa di 50 uomini per sollevare il nord della regione; pochi giorni dopo inviò il colonnello Martín Galain più a sud a proteggere gli insorti di Mercedes e Soriano. Il 4 aprile 1811 i miliziani orientali insorti di Venancio Benavides, aiutati da un piccolo contingente inviato da Galain e guidato da Miguel Estanislao Soler, respinsero l'assalto realista di Juan Ángel Michelena nella battaglia di Soriano; tra giorni più tardi sbarcò sul suolo orientale, dopo essere stato fornito di armi e mezzi a Buenos Aires, il rivoluzionario orientale José Gervasio Artigas. Per contrastarlo, Elío inviò a San José de Mayo il tenente colonnello Joaquín Gayón y Bustamante.
Nel frattempo Benavides, raccolti 500 miliziani, si diresse verso la località di El Colla, odierna Rosario, dove entrò il 20 aprile catturando la guarnigione del tenente spagnolo Martínez.

## La battaglia
Proseguendo la sua marcia, Benavides arrivò il 24 aprile a San José, dove riunì le sue truppe a quelle di Manuel Artigas; la sua intimazione di resa fu respinta dal comandante nemico.
Alle otto del mattino seguente Benavides e Artigas diedero inizio alla battaglia; il fuoco durò fino a mezzogiorno, senza che ci fosse una pausa superiore ai tre minuti; quando le truppe rivoluzionarie lanciarono l'assalto, in otto minuti riuscirono ad impossessarsi dei principali punti della città e dei due pezzi d'artiglieria in possesso degli spagnoli. Questi si arresero senza condizioni alle truppe rivoluzionarie.
Nella battaglia rimase gravemente ferito Manuel Artigas, che, colpito ad un piede, morì pochi giorni dopo. L'intera guarnigione spagnola, compreso il suo comandante, fu catturata.

## Conseguenze
La vittoria di San José accelerò la sollevazione delle altre località della Banda Oriental contro gli spagnoli, che rimasero così confinati nella città di Montevideo e nel suo circondario. Gli spagnoli tentarono di reagire alla loro situazione, ma furono sconfitti il 18 maggio nella battaglia di Las Piedras da José Gervasio Artigas, che aveva preso l'iniziativa dopo che i dissidi interni alla giunta di Buenos Aires avevano portato ad una serie di sostituzioni al vertice dell'esercito. Quest'ultima vittoria sconfisse i realisti ad abbandonare Colonia del Sacramento e pose le basi per il primo assedio di Montevideo.